# Ge mej 4 minuter och 20 ampere
Ge mej 4 minuter och 20 ampere är namnet på en singel utgiven 1967 med syskonen Åhman från Dingtuna, Västerås, som hade gjort succé när de uppträdde i Hylands hörna.
Låten Ge mej 4 minuter och 20 ampere är skriven av Thord Åhman och Ewert Moulin och det är Åhmans tre barn Lilian, 12 år, Mona, 10 år, och Leif Åhman, 6 år, som sjunger. Skivan innehåller även låten En sommarsång.
1989 spelade Johan Hedenberg in en rockigare cover på låten.